# Willy Debosscher
Willy Debosscher (nascido em 14 de fevereiro de 1943) é um ex-ciclista de pista belga. Competiu como representante de seu país nos Jogos Olímpicos de Verão de 1968, onde a equipe belga terminou em quinto lugar na prova de perseguição por equipes de 4 km.